# Amarula

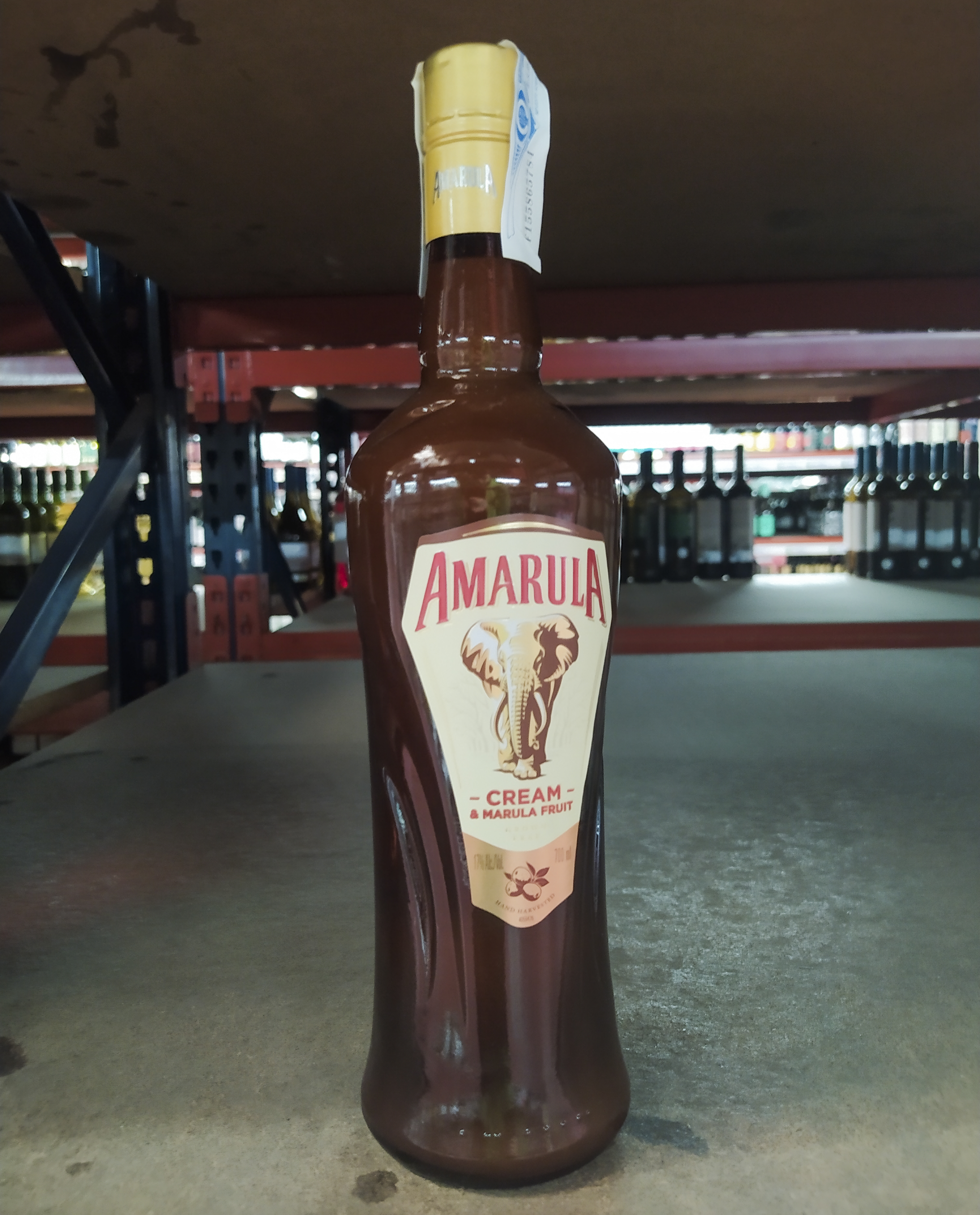
Butelka likieru Amarula

Amarula – pochodzący z RPA likier wytwarzany z owoców maruli. Dojrzałe owoce są myte, macerowane, a następnie mieszane ze świeżą homogenizowaną śmietanką z cukrem i poddawane naturalnemu procesowi fermentacji. Likier zawiera 17% alkoholu.

## Przygotowanie miąższu
Produkcja tego napoju alkoholowego rozpoczęła się w 1989 roku. Proces produkcji likierów w sposób przemysłowy rozpoczyna od oddzielenia pestek maruli od miąższu w specjalnie do tego przygotowanych bębnach. Oddzielony miąższ przewożony jest w cysternach do piwnic Distell mieszczących się w mieście Stellenbosch. Transport miąższu musi obywać się w temperaturze 8 °C. Taka temperatura jest konieczna, by transportowany miąższ nie podlegał fermentacji. Po przybyciu do miasta Stellenbosch, miąższ przepompowany jest do specjalnie przystosowanych zbiorników. 

## Wyrób likieru
Proces tworzenia likieru rozpoczyna się w momencie dodania drożdży do umieszczonego w zbiorniku miąższu. Wcześniej do miąższu dodawana jest świeża homogenizowana śmietanka z cukrem. Fermentacja trwa od 7 do 10 dni. Aby proces fermentacji przebiegał sprawnie, utrzymywana jest temperatura od 18° do 20 °C. W czasie trwania fermentacji umieszczony w zbiorniku miąższ opada na dno, a znajdujący się w miąższu naturalny cukier w czasie procesu zamienia się w alkohol, który wypływa ku górze. Po upływie okresu fermentacji następuje zlewanie alkoholu. Dodatkowo alkohol, który pozostał bliżej dna, oddzielony jest od pozostałej części owoców poprzez przeprowadzenie destylacji. Proces destylacji, który odbywa się w miedzianych destylatorach, jest niezbędny do przywrócenia miąższowi maruli aromatu owoców, utraconego w czasie tworzenia likieru.

## Sezonowanie
Kolejnym etapem produkcji likieru jest sezonowanie uzyskanego płynu. Sezonowanie odbywa się przez dwa lata w przygotowanych do tego celu małych beczkach wykonanych z klepek dębowych. Po dwóch latach do likieru dodatkowo dodawany jest krem, aż zawartość alkoholu wyniesie 17%.